# فيليب بيستر
فيليب بيستر (بالإنجليزية: Philip Bester)‏ مواليد 6 أكتوبر 1988 في زونتهوفن، ألمانيا الغربية، هو لاعب كرة مضرب كندي بدأ مسيرته كمحترف سنة 2006 يلعب باليد اليمنى ويحتل حالياً المرتبة رقم. 275 (فبراير 22, 2016) في تصنيف رابطة محترفي كرة المضرب. أعلى تصنيف له في الفردي كان المركز الـ 225 في سنة 2015.

## الميداليات
| الميدالية | المسابقة                    |
| --------- | --------------------------- |
| فضية      | دورة الألعاب الأمريكية 2015 |

## وصلات خارجية
- فيليب بيستر على موقع رابطة محترفي التنس (الإنجليزية)
- فيليب بيستر على موقع الاتحاد الدولي لكرة المضرب (الإنجليزية)
- فيليب بيستر على موقع كأس ديفيز (الإنجليزية)
- فيليب بيستر على موقع خلاصة التنس.كوم (الإنجليزية)
- فيليب بيستر على موقع إي إس بي إن.كوم (الإنجليزية)
- فيليب بيستر على موقع اللجنة الأولمبية الكندية (الإنجليزية)

- الموقع الرسمي